# Tipula shogun
Tipula shogun är en tvåvingeart som beskrevs av Alexander 1921. Tipula shogun ingår i släktet Tipula och familjen storharkrankar. Inga underarter finns listade i Catalogue of Life.